# Isaías Gamboa
Isaías Gamboa (Cali, Colombia; 12 de diciembre de 1872-Callao, Perú; 23 de julio de 1904) fue un educador y poeta colombiano.

## Primeros años
Isaías fue criado en el seno de una familia tradicional Vallecaucana conformada por Mateo Gamboa Llanos y Teresa Herrera Córdoba, quienes inculcaron ideales de libertad y de justicia, que más adelante influenciarían el destino de este escritor.
Fue el tercero de siete hermanos; Francisco Antonio Gamboa, Paulino, Ezequiel, María Antonia, Federico y Mateo. Su infancia se desarrolló entre los verdes paisajes de "El Mameyal", casa de campo ubicada en el Cerro de los Cristales, a las afueras de Cali y desde donde se inspiraría para hacer algunas de sus obras.
Realizó sus estudios de primaria en el Colegio de Santa Librada, fundado por el General Francisco de Paula Santander en 1823. Adicionalmente recibió lecciones privadas de gramática y literatura del maestro Alcides Isaacs, hermano del también célebre escritor Jorge Isaacs, autor de La Maria. Inició su carrera poética en El Instituto, una hoja literaria creada por una asociación de jóvenes amantes a las letras.

## Sus años en El Salvador
En abril de 1893, Isaías decide viajar a El Salvador , y allí se reúne con su hermano Francisco Antonio Gamboa. Ingresó al magisterio de San Salvador, dictando cátedra de castellano, retórica y estética en diversos liceos femeninos. Paralelamente se vinculó a la Sociedad Científico-Literaria La Juventud Salvadoreña.
Aprendió idiomas como inglés y francés, y gracias a ellos pudo realizar la traducción al castellano de poemas como El Deseo de Matthew Arnold y El Cuervo de Edgar Allan Poe.
Realizó la publicación de Flores de Otoño, una colección de sus primeras poesías originales, que fue premiada en la capital de Guatemala y El Cauca donde describía las bellezas de su tierra natal.
Fue tanta su apego a esta tierra que su nombre aparece en los libros de texto de este país como poeta salvadoreño nacido en Colombia.

## De regreso a Colombia
En 1898, un año después de la muerte de su padre, regresó a Cali e ingresó a la redacción de El Correo del Valle, donde estuvo por corto tiempo. Posteriormente se trasladó a Bogotá, donde continuó su carrera como educador y publicó algunas colaboraciones en El Rayo X, El Vigía, El Heraldo, y El Autonomista. Fue corresponsal de El Aviso, una publicación salvadoreña en la cual había colaborado mientras vivió en ese país.

## La guerra y nuevos viajes
En 1899, cuando Isaías tenía 27 años, estalla en Colombia la guerra civil conocida con el nombre de la Guerra de los Mil Días en la cual el país se fracciona y nace Panamá.
Su espíritu liberal lo llevó a alistarse en las filas como soldado y conseguir el grado de Coronel. Estando en los Llanos Orientales le encomendaron ser emisario de la revolución en Venezuela. Navegó por el Río Meta, al cual dedicó un cántico.
Estando en Venezuela y ante la inevitable voz de guerra, decidió emigrar nuevamente. Navegó por el Río Orinoco hasta acercarse a la isla de Trinidad donde escribió el más famoso de sus poemas: Ante el mar.
Se trasladó hasta San José de Costa Rica, donde continuó como educador en el Colegio Superior de Señoritas. El poeta costarricense José María Zeledón Brenes, autor del himno nacional de Costa Rica, le dedicaría un poema, A Isaías Gamboa, en 1905, al enterarse de su muerte.

## Sus años en Chile

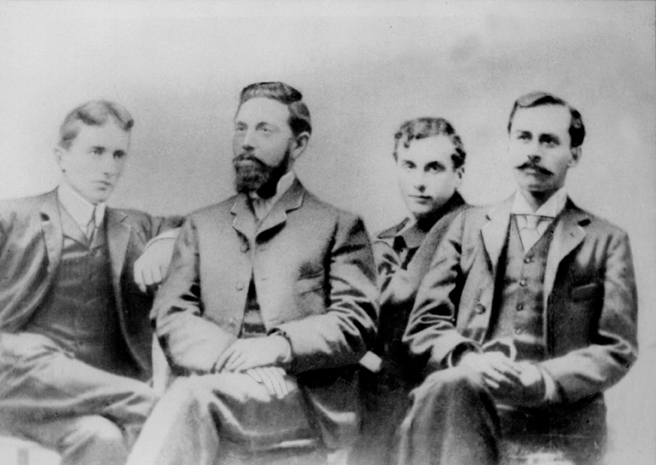
Isaías Gamboa en Chile, con los poetas (izq. a der.) Carlos Pezoa Véliz, Samuel Lillo y Augusto d'Halmar.

A finales de 1901 viajó a Chile, donde se estableció en Santiago. Allí nuevamente se vinculó al magisterio, que alternó con la realización de obras literarias. Algunos integrantes de su círculo de amistades fueron Pedro Antonio González, Samuel Lillo (rector del Ateneo, prestigioso centro literario santiaguino), Antonio Bohórquez Solar, Manuel Magallanes Moure, Antonio Orrego Barros y Víctor Domingo Silva, quienes en la actualidad son patrimonio de la literatura chilena.
Durante su estadía en dicho país, publicó el libro Tres poemas, donde incluyó Fantasía de verso modernista, Primavera que, por su ligereza verbal, denota la influencia de Rubén Darío y Ante el Mar, su poema cumbre donde compara el movimiento de las olas marinas con su destino errabundo.
En 1903 Juan Francisco González pintó un retrato al óleo de Isaías Gamboa. Este, tras haber terminado la que fue una de sus más importantes obras, en abril de 1904 se publicó en la capital chilena su novela La tierra nativa. Por esa época contrajo tuberculosis y enfermó gravemente; así que decidió volver a Colombia para recibir los cuidados de su madre y visitar su patria. Se embarcó en Valparaíso y durante el viaje su salud empeoró; por lo cual debió interrumpir su travesía y desembarcar en el puerto del Callao (Perú) e internarse en un hospital. A las 16:30 del sábado 23 de julio de 1904, murió en una cama del Hospital de Guadalupe en el Callao.

## Sus restos regresan
Isaías fue sepultado en el cementerio de Baquijano del Callao, en una sencilla ceremonia a la cual asistieron solo cinco personas. Tres años después del fallecimiento, en 1907, la familia del poeta decidió repatriar sus despojos, con la ayuda del periodista colombiano José María Perlaza; pero esta diligencia tuvo que postergarse ya que en esos momentos los restos de Isaías Gamboa aún se encontraban en estado de encarnación.
Tras 10 años de espera, en 1914, los despojos del poeta fueron recibidos en su ciudad natal con un merecido tributo. Sus restos fueron depositados bajo el pavimento de la Capilla de San Antonio, en donde también reposaban las cenizas de su padre. Años más tarde estos restos fueron removidos debido a una remodelación en la capilla, sin conocer su paradero final.

## Homenajes

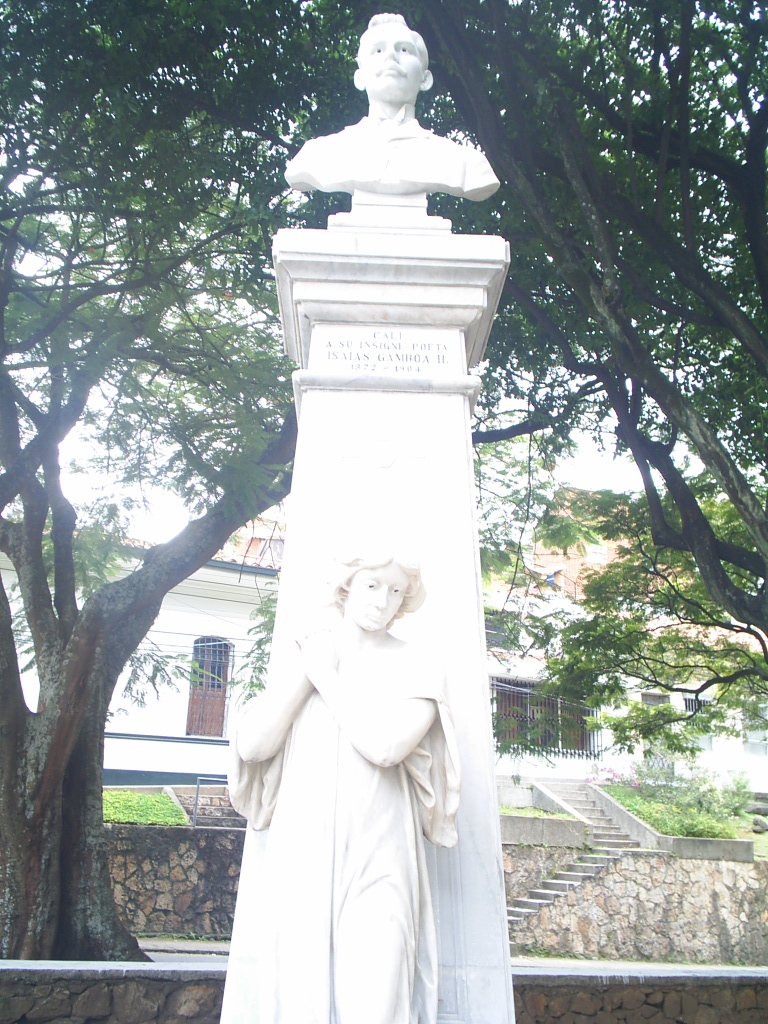
Busto de Isaías Gamboa en el parque de mismo nombre.

En 1927 la ciudad de Cali le rindió homenaje, esculpiendo un busto en mármol que fuera ubicado en un parque triangular entre los Barrios de El Peñón y San Antonio; dos sectores muy tradicionales de la ciudad.
La Ciudad de Cali nombra una escuela pública en su honor, la Escuela Isaías Gamboa. Esta escuela funcionó en la sede hoy de la Biblioteca Centenario y en la actualidad cuenta con 5 sedes entre las que se encuentran: Isaias Gamboa - sede Principal, Sede: La inmaculada, Sede: José Celestino Mutis, Sede: Alejandro Cabal Pombo. Sede: Aguacatal; ubicado principalmente en el populoso Barrio de Terrón Colorado, en la salida de Cali hacia el puerto de Buenaventura.
En 2004 se conmemoró en Cali el centenario del fallecimiento del poeta, con una serie de eventos poéticos y artísticos llamado el Festival de Poesía de Cali Isaías Gamboa. Sus poemas aparecen en libros de texto en El Salvador y en Chile, como poeta colombiano. El poema "Historia Siempre Nueva" aparece en el libro de enseñanza "Lenguaje y Educación" (Sexto Básico) de la Editorial Santillana (ISBN 9789561514201), 2009.

## Su linaje poético
Isaías Gamboa es, con su hermano Francisco Antonio Gamboa, los primeros estandartes de un linaje poético de más de 30 poetas, escritores y educadores, de los cuales podemos destacar a Octavio Gamboa, Margarita Gamboa, Hugo Cuevas-Mohr, Carlos Hugo Gamboa M., David Hernández, y Miguel Fernando Gamboa. El escritor colombiano Vicente Pérez Silva en compañía con el poeta Hugo Cuevas-Mohr, realizó un trabajo recopilatorio de esta herencia poética familiar que fuera publicado en el 2008, en el libro Los Gamboa; una Dinastía de Poetas.